# قلعه صلاح‌الدین ایوبی
قلعه صلاح‌الدین ایوبی (به عربی: قلعة صلاح الدین الأیوبی) نام قلعه‌ای تاریخی در کشور سوریه است.
این قلعه در ۳۰ کیلومتری شرق بندر لاذقیه واقع شده‌است و در واقع یکی از پایگاه‌های مسلمانان در جریان جنگ‌های صلیبی بوده‌است. این اثر در میراث جهانی یونسکو به ثبت رسیده است.

## سرچشمه ها
ویکی‌پدیا انگلیسی